# نیلی چاکهیل
نیلی چاکهیل (نام علمی: Polyommatus coridon) نام یک گونه از تیره پرنیان‌بالان است. آدونیس نیلی در منطقه جغرافیایی دیرین شمالگانی (وابسته به ناحیهٔ زیست جغرافی که شامل اروپا و بخشی از آفریقای شمالی و آسیا می‌شود) زندگی می‌کند.

## زیرگونه‌ها
- P. c. borussia (Dadd, 1908) Ural
- P. c. asturiensis Sagarra, 1922 Pajares, Cantabrian